# 赵各庄街道
赵各庄街道，是中华人民共和国河北省唐山市古冶区下辖的一个乡镇级行政单位。

## 行政区划
赵各庄街道下辖以下地区：
东北区第一社区、东北区第二社区、东北区第三社区、东北区第四社区、南场工房社区、融园社区、西工房社区、三友矿山社区、东兴社区、东山社区、南工房社区、南兴社区、新工房社区、东工房社区、六零二厂社区和北工房社区。